# Diplazium barbadense
Diplazium barbadense là một loài dương xỉ trong họ Athyriaceae. Loài này được hort., Kze. mô tả khoa học đầu tiên năm 1850.
Danh pháp khoa học của loài này chưa được làm sáng tỏ. 